# Años 1040
Los años 1040 o década del 1040 empezó el 1 de enero del 1040 y terminó el 31 de diciembre del 1049.

## Acontecimientos
- Silvestre III sucede a Benedicto IX como papa en el año 1045.
- Benedicto IX sucede a Silvestre III como papa en el año 1045.
- Gregorio VI sucede a Benedicto IX como papa en el año 1045.
- Clemente II sucede a Gregorio VI como papa en el año 1046.
- Benedicto IX sucede a Clemente II como papa en el año 1047.
- Dámaso II sucede a Benedicto IX como papa en el año 1048.
- León IX sucede a Dámaso II como papa en el año 1049.
- Batalla de Sasireti